# Seuls (bande dessinée)
Pour les articles homonymes, voir Seuls.
 (septembre 2020).
- Si vous ne connaissez pas le sujet, laissez ce bandeau (vous pouvez alors contacter les auteurs).
- Si vous supprimez le contenu mis en cause (vous pouvez préalablement contacter les auteurs),

argumentez précisément cette suppression dans la page de discussion
(un manque de référence n'est pas un argument ; une recherche réelle de référence doit avoir été effectuée, être formellement documentée).
Seuls est une série de bande dessinée jeunesse d’aventure fantastique franco-belge écrite par Fabien Vehlmann et dessinée par Bruno Gazzotti pour le magazine Spirou ; elle est centrée sur les aventures de cinq enfants qui doivent se débrouiller seuls dans un mystérieux monde sans adultes.
Elle a été publiée en albums cartonnés aux éditions Dupuis à partir de janvier 2006. La série comporte 15 tomes divisés en 4 cycles : les trois premiers cycles (13 albums) sont publiés chez Dupuis. Depuis le quatorzième tome, les albums sont édités par Rue de Sèvres.
Cette série a été deux fois récompensée d’un Prix Jeunesse 9-12 ans au Festival d’Angoulême 2007 et 2010. Elle a aussi reçu deux Grand prix du Journal de Mickey.

## Univers de la série

### Synopsis
Après la disparition soudaine et inexpliquée des habitants de Fortville, cinq enfants doivent se débrouiller seuls dans un monde sans adultes. Les choses iront en empirant lorsqu’ils apprendront qu'ils se trouvent dans un monde parallèle à l'univers des vivants : le Monde des Limbes.

### Résumés des albums
Dans le tome 1, La Disparition, Dodji, Leïla, Yvan, Camille et Terry vaquent à leurs occupations respectives, entre jeux vidéo, devoirs, hobbys, télé, mais aussi solitude, tristesse, énervement, angoisses et souffrances personnelles. Le lendemain, Fortville est déserte. Tout le monde a disparu. Plus âme qui vive dans les rues, si ce n'est ces 5 enfants. Désormais livrés à eux-mêmes, face au danger, à l'incertitude et à des phénomènes inexpliqués, ils vont devoir apprendre à survivre ensemble.
Dans le tome 2, Le Maître des couteaux, les cinq enfants ont élu domicile à l'hôtel de luxe Majestic et s'occupent comme ils peuvent, tout en essayant — en vain — d'entrer en contact avec d'éventuels survivants de la disparition. Alors que Leïla décide de retaper un bus à impériale pour aller explorer les environs, les premières tensions apparaissent dans le groupe.
Dans le tome 3, Le Clan du requin, partis de Fortville, les cinq se retrouvent arrêtés au beau milieu d'une forêt brûlée, n'ayant pas croisé âme qui vive sur le chemin à part une meute de chiens affamée. Ils rencontrent deux enfants, survivants comme eux, qui leur viennent en aide et les accueillent au sein de leur communauté, le clan du requin, établie dans le parc d'attractions de Treasure Island.
Dans le tome 4, Les Cairns rouges, le groupe retourne à Fortville en compagnie de quelques autres parias du clan du requin, et Yvan en apprend davantage sur la mort de ses parents. Parallèlement, ils reçoivent la visite inattendue du Maître des couteaux, grièvement blessé, qui leur demande d'aller sauver Lucie des griffes d'une mystérieuse créature. Quant à Dodji, il se sent de moins en moins à sa place au sein du clan, et songe à passer la main.
Dans le tome 5, Au cœur du maelström, le cadavre de Dodji est retrouvé devant la médiathèque, et Leïla décide de mener une expédition pour retrouver son assassin. De leur côté, Alexandre et Sélène comptent bien se débarrasser une bonne fois pour toutes de « cet enfant qui peut les perdre », et pourchassent les héros dans la Zone rouge. Tous sont alors témoins de phénomènes inexplicables, comme un immeuble noir recouvert d'insectes, et ils pourraient bien y laisser la vie. Ce cinquième tome marque la fin du cycle 1.
Dans le tome 6, La Quatrième Dimension et demie, après leur terrible découverte, les enfants commencent tous à se souvenir des circonstances de leur mort, et les interrogations fusent. Qu'est-ce exactement que cette « quatrième dimension et demie » dans laquelle ils sont tous bloqués, et comment en sortir ? Entre-temps, Saul s'autoproclame maître de Fortville et s'en prend à la Zone, tout en s'emparant des boutiques et des bâtiments les uns après les autres.
Dans le tome 7, Les Terres Basses, les enfants tentent de quitter la zone sans succès, une immense falaise les séparant du reste de Fortville. Les deux clans de Dodji et Saul vont donc devoir s'allier pour trouver une solution et fuir au plus vite. Cependant, les étranges créatures des Terres Basses ne l'entendront pas de cette oreille, et Boris, devenu « zombie » de la neuvième famille, a bien l'intention de continuer de « jouer » avec ses amis, quitte à se servir pour cela des enfants du Clan du soleil.
Dans le tome 8, Les Arènes, les enfants de Fortville sont emmenés prisonniers par Alexandre et ses hommes dans une mystérieuse cité à des kilomètres, dans les montagnes, où ils apprennent enfin la vérité sur cet inter-monde dans lequel ils se trouvent. Cependant, la ville a des traditions particulières, et tous sont contraints de participer aux cruels jeux des Arènes, s'ils veulent survivre en paix.
Dans le tome 9, Avant l'enfant-minuit, Dodji et quelques autres ont obtenu le droit de quitter Néosalem, et avancent péniblement dans les montagnes enneigées, vers une destination que le garçon refuse toujours de communiquer à ses amis. En vérité, il craint d'être l'Enfant-Minuit, et semble rechercher ce mystérieux inconnu vêtu de pourpre qu'il avait aperçu en vision. Les enfants ignorent cependant qu'Éloi a secrètement envoyé à leur poursuite Achille et ses hommes, pour les ramener de force à la cité. Quant à Camille, elle pourrait bien devenir la nouvelle impératrice de Saul. Ce neuvième tome marque la fin du cycle 2.
Dans le tome 10, La Machine à démourir, en fuite dans les montagnes enneigées, Terry et le Maître des couteaux trouvent refuge dans une salle d'exposition remplie de jouets en tout genre. Tandis que le garçon s'amuse à inventer une « machine à démourir », le Maître des couteaux perd la raison à la suite de sa rencontre avec Camille, se mettant à pourchasser son jeune ami avec une tronçonneuse. Commence alors pour Terry une mortelle partie de cache-cache en solitaire à travers les allées de l'entrepôt.
Dans le tome 11, Les Cloueurs de nuit, coincé au village de Kerdol, Yvan n'a pas d'autre choix que de survivre seul par ses propres moyens, en attendant de trouver un moyen de transport. Cependant, l'arrivée de Camille et de l'un de ses exécutants, le terrible « Ravaudeur », accompagné de ses « Cloueurs de nuit », va peut-être le faire changer d'avis… Pourtant, le garçon est sûr d'avoir déjà vu ce « Ravaudeur » quelque part.
Dans le tome 12, Les Révoltés de Néosalem, tandis que Saul s'inquiète de ne pas maîtriser ses pouvoirs à temps avec l'approche de la guerre, il décide soudainement de réformer et durcir les lois de Néosalem, marquant la 8e famille au fer rouge, et organisant de nouveaux Jeux qui s'achèveront systématiquement par la mort des perdants. Leïla, sortie de la Chambre blanche, et condamnée à l'esclavage elle aussi, est forcée de participer aux épreuves qu'elle va alors tourner à son avantage, provoquant, avec ses alliés, une véritable révolution parmi les Sans-Noms.
Dans le tome 13, Les Âmes tigrées, Dodji arrive à passer l'épreuve du Maître-Fou (en trichant et en poignardant ce dernier) et découvre que ce n'est que son corps et que celui à qui il parlait dans sa prison est en fait la tête du Maître-Fou (qui s'appelait Melchior). Dodji en apprend par la suite davantage sur les toutes premières et les toutes dernières familles mais aussi sur l'existence des « âmes tigrées » qui sont des enfants refusant de choisir entre le Bien et le Mal. Par la suite, Dodji retrouve ses amis grâce à la clé magique qu'il a volé au « corps » de Melchior. Après cela, la « tête » leur parle de leurs « pouvoirs surnaturels ». Le groupe retourne ensuite dans les Terres Basses pour tenter de faire revenir Camille où ils y parviennent. Dodji essaie ensuite de remettre la « tête » de Melchior sur son corps, ce qu'il parvient à faire avec l'aide d'Achille qui a survécu à l'avalanche. À la fin, Melchior révèle que Dodji est l'élu de la 8e famille et doit tout faire pour instaurer la paix dans les Limbes s'il veut quitter cet endroit. Ce treizième tome marque la fin du cycle 3.
Dans le tome 14, Les Protecteurs, Leïla, Dodji, Yvan, Terry et même Camille, qui est redevenue elle-même grâce aux pouvoirs d'Yvan, décident de tenter d'élucider le mystère de la « Nuit des anges », et d'aider Camille à se souvenir de sa mort, qui pourrait être la clé de leur salut. Pendant ce temps, Saul utilise ses nouveaux pouvoirs pour réveiller un membre de la quatrième famille : un Protecteur, dont le but est d'éliminer sa cible jusqu'à sa Mort Dernière. Saul lance alors celui-ci aux trousses des cinq héros qui vont alors devoir fuir puis tenter d'arrêter cet ennemi presque invincible.
Dans le tome 15, L'Hôtel au bord du monde,  Dodji et ses amis sont guidés par une pie dotée de parole, ils se lancent à la recherche des huit fragments qui leur permettront de reconstituer l'âme affaiblie de la mystérieuse Jézabel. Leur mésaventure la plus dangereuse, leur quête terminée, ils sont liés à un hôtel abandonné et perdus au milieu d’un océan.

### Personnages principaux
La série comporte cinq personnages principaux : Dodji, Leïla, Camille, Yvan et Terry. Ce sont les premiers personnages que l'on découvre. Ils sont tous originaires de Fortville. Durant les neuf premiers tomes, ces cinq personnages restent globalement ensemble. À partir de la fin du tome 9 marquant la fin du cycle 2, ils vont se séparer malgré eux et vont le rester jusqu'au tome 13. La série suivra alors les aventures de chacun des personnages principaux indépendamment, ainsi que d'Anton et de Saul, faisant avancer l'intrigue de leur côté. Chaque album du cycle 3 est centré principalement sur un seul des personnages, celui qui apparaît en couverture.
Dodji
Dodji est un adolescent de 13 ans, enfant unique. Il a vécu avec son beau-père, qu'il déteste, et sa mère jusqu'à leur mort. Il a assassiné son beau-père. Il a ensuite été placé dans un établissement pour jeunes délinquants. Il a la peau et les cheveux noirs, un regard grave et un air sérieux, un corps mince et athlétique. C'est un garçon solitaire, indépendant, débrouillard et qui aime la liberté : il ne supporte pas l'enfermement. Malgré son apparence calme, il est irritable et impulsif. Lorsqu'il est en colère, il préfère se défouler dans le vide ou sur des objets plutôt que de hausser le ton. il est réactif et a de bons réflexes face au danger. Son intelligence, son charisme naturel, sa bienveillance et sa maturité l'obligent à devenir malgré lui leader de ses amis (les personnages principaux). Il aime lire pendant ses moments de solitude. Durant le cycle 3 de la série, Dodji est le prisonnier du Maître-Fou à Fortville en compagnie d'un autre détenu. Dans l'album Les Âmes tigrées, il finira par s'évader du Maître-Fou et en compagnie de Melchior, son co-détenu se trouvant être également la tête du Maître-Fou, parviendra à se réunir avec ses amis. On apprendra lors de cet album qu'il possède le pouvoir de matérialiser ses pensées (par exemple en tirant des balles réelles alors qu'il ne possède pas son revolver) et qu'il est l'élu de la 8e famille, chargé de ramener la paix entre les premières et dernières familles afin d'ouvrir les portes du Paradis. Les albums suivants montreront encore une fois l'étendue des pouvoirs de Dodji, comme la télékinésie où il est capable de devier les objets par la pensée (par exemple pour esquiver des projectiles) ou bien la manipulation mentale (comme lorsqu'il parviendra à retourner son arme contre Toussaint).
Mort première : La mort de Dodji est entourée de mystère. Au fil des albums, on apprend qu'il est probablement mort dans l'incendie du cirque d'où s'évadent les animaux dans le premier tome ainsi que les singes aux yeux rouges du quatrième tome (les Cerbères) et qu'il pourrait avoir été à l'origine de l'incendie du cirque (comme semble l'indiquer la présence du briquet que lui avait donné son beau-père dans la cendre, sur le lieu de l'incendie). Dans l'album les Protecteurs, un article de journal retrouvé par Yvan confirme bien que la mort de Dodji est liée à l'incendie du cirque et qu'il en serait même le responsable.
Leïla
Leïla est une adolescente au teint hâlé, avec de longs cheveux frisés noirs avec une queue de cheval et une mèche rebelle au niveau du front, ainsi qu'un corps mince et élancé. Elle est la cadette d'une famille de trois enfants. Son père est médecin et sa mère, fonctionnaire. Elle est optimiste et énergique mais elle peut faire preuve de douceur pour réconforter ses amis. Elle est également courageuse et déterminée. Elle a l'esprit d'équipe et n’hésite pas à se battre pour protéger ses amis. Elle a confiance en elle et a des capacités à guider les autres. Elle est aussi susceptible. Elle est un garçon manqué tant par ses tenues que par son caractère et ses loisirs : elle aime le bricolage et la mécanique. Elle est aussi sportive et a le goût de l'aventure. Après s'être enfuie de Néosalem en créant une révolte parmi les esclaves dans Les Révoltés de Néosalem, Leïla meurt au volant d'une voiture en voulant tuer Saul. On apprendra également qu'elle est une Presciente, une personne capable de voir le futur. Elle finira par revenir à la vie lors de l'album Les Âmes tigrées et retrouvera ses amis.
Mort première : fuite de gaz dans son appartement, ayant apparemment également causé la mort des autres membres de sa famille. L'article de journal retrouvé par Yvan dans l'album Les Protecteurs confirme cette version et la mort de sa famille également.
Yvan
Yvan est un garçon de 11 ans. Avant la disparition, Yvan était enfant unique issu d'un milieu aisé, et vivait dans une grande demeure. Son père était manager et sa mère galeriste, ce qui les rendait souvent absents. Un mystère entoure son père qui connaissait l'existence des quinze familles et qui serait lié à sa folie,. Il a de longs et volumineux cheveux bruns (qu'il nouera en chignon au niveau de la nuque à partir du tome 3), des lunettes modernes à verres rectangulaires, et une posture un peu molle, qui lui donnent une dégaine nonchalante. Il arbore souvent des vêtements bleus. Il est intelligent, cultivé et doté d'une certaine fibre artiste, mais est plutôt lâche et peureux face au danger. Il se laisse facilement guider par ses amis, et anime le groupe par son sens de l'humour pour les dérider. Il est sensible et perçoit la détresse des autres enfants. Il est habitué au luxe, au confort et aux belles voitures. Dans Les Révoltés de Néosalem, Yvan est en route avec Jonathan et Lex vers Moulin-Vallon où il pense retrouver ses amis; il les y retrouvera dans l'album Les Âmes tigrées. On apprend lors de l'album qu'il a le don de purifier les enfants-zombies et de les libérer de leur condition, rôle qui s’avérera crucial et permettra notamment de ramener Camille et Boris dans le camp des enfants "normaux".
Mort première : accident de voiture, alors que ses parents, qui connaissaient l'existence des 15 familles, l'avaient réveillé en pleine nuit pour fuir.
Camille
Camille est une jeune fille de 10 ans et demi (comme elle le précise dans le tome 3). Elle est grande pour son âge, et à de longs cheveux blonds et les yeux bleus, et porte de grandes lunettes de vue rondes. Elle porte des vêtements aux tons pastels, essentiellement du rose, et agrémente ses cheveux de tresses et rubans. Elle est très coquette concernant son apparence. Avant la disparition, Camille avait une famille nombreuse. Son père était ouvrier et sa mère, femme de ménage. Camille s'occupait de ses petits frères. Elle pratiquait l'équitation. Elle est naïve, généreuse et moralisatrice. Elle est également honnête, tolérante et respecte les autres. Elle ressemble à une petite fille modèle tant par ses tenues que par son caractère. Elle accorde beaucoup d’importance à l’école et aux devoirs, et s'avère être est studieuse. La série révèle que Camille est en fait le fameux "Enfant-Minuit", l'élue du mal aux pouvoirs immenses. Dans La Machine à démourir, elle tente de ramener Terry à Fortville, désormais siège des enfants des dernières familles, car elle s'y sent seule. Lors de l'album Les Âmes tigrées, elle confronte ses amis et finit par redevenir elle-même grâce au pouvoir d'Yvan.
Mort première : il apparait, de prime abord, que Camille trouva la mort en se penchant par la fenêtre de son appartement, dans une vaine tentative de rattraper ses copies de devoirs, emportés par une bourrasque impromptue. Toutefois, il sera dévoilé, ultérieurement dans l’album Les Protecteurs, que ladite jeune fille mit fin à ses jours. Dans le quinzième tome L’Hôtel au bord du monde, elle expose les motifs qui la poussèrent à une telle extrémité. La contemplation du monde tangible en pleine déréliction – effondrement de l’environnement, guerres incessantes, prodigalité effrénée – ainsi que la ruine de l’hôtel désolé de Fortville, qu’elle tenait pour un havre immaculé, l’accablèrent d’un désespoir abyssal. Constatant que l’édifice tant chéri avait cédé la place à un immeuble, elle se résolut à s’élancer du faîte de celui-ci. Ce geste funeste pourrait, en outre, justifier la présence du Monolithe au sein des Terres Basses.
Terry
Terry, enfant de six ans et demi, était, avant la disparition, fils unique d’un couple désuni, ses parents ayant divorcé. Il entretient une proximité affective avec son père, dont l’absence lui pèse lourdement, étant confié à la garde exclusive de sa mère. Ce garçonnet, de stature exiguë, se distingue par une chevelure rousse échevelée et un regard expressif d’une acuité singulière. Il est le cadet des cinq protagonistes principaux. Son inclination naturelle le porte vers le jeu, activité à laquelle il se livre avec une ardeur indomptable. D’un tempérament rétif, il brise volontiers l’ornière des prescriptions qui lui sont imposées et se montre fréquemment récalcitrant à l’autorité. Toutefois, son attachement indéfectible à ses compagnons le pousse à des actes d’abnégation, comme il le démontre dans Au cœur du maelström ou en portant secours à Ajza dans Avant l’enfant-minuit. Dans La Machine à démourir, Terry conçoit un dispositif lui permettant d’outrepasser le trépas et de réintégrer le monde des vivants, mais se voit pourchassé par celui qu’il surnomme « Koupchou », autrement dit le Maître des Couteaux. Ultérieurement, il accorde à ce dernier un salut inespéré en le soustrayant aux flots d’une piscine où il risquait la submersion. Dans Les Révoltés de Néosalem, Terry et le Maître des Couteaux errent vers Néosalem, mais, fourvoyés dans leur itinéraire, ils parviennent à proximité de Fortville, désormais assujetti aux Dernières Familles. Tout retour leur est interdit, un Tyrannosaurus étant sur leurs traces. Pris à partie dans Les Âmes tigrées, ils échappent au péril grâce à l’intervention de Dodji. L’on découvre alors que Terry détient l’aptitude singulière de rendre tangibles ses frayeurs, bien que sa maîtrise en demeure encore défectueuse. Par ailleurs, le doudou qu’il avait laissé sur sa machine à démourir revient porteur d’une missive maternelle, attestant que l’appareil accomplit son office et lui permet de communiquer avec sa mère depuis les Limbes. Notons enfin qu’il est l’unique protagoniste principal à n’avoir pas péri en ces confins.
Mort première : Terry est mort en voulant fuguer de chez lui, après que le drap qu'il avait noué pour s'en servir de corde se soit détaché, entraînant ainsi sa chute.

## Les 15 Familles

### Les Premières Familles

#### La 1reFamille: Les Aeons
Entité très puissante créée par l'inconscient de l'Imperator. L'Aeon de la nouvelle guerre des Limbes n'a pas encore fait son apparition dans les Limbes.

#### La 2eFamille: Les Archanges
Les archanges sont des créatures supérieures. Elles n'ont pas encore été vues dans les Limbes. Ils viennent de la psyché de certains enfants. L'un d'entre eux a coupé Melchior en deux : La tête de Melchior d'un côté, et le Maître fou de l'autre

#### La 3eFamille: Les Imperators
L'Imperator (ou l'Élu du Bien) règne sur les enfants des premières familles et peut développer des pouvoirs magiques. Plus on croit en sa légitimité, plus ces pouvoirs grandissent. Le nouvel Imperator est Saul.

#### La 4eFamille: Les Protecteurs
Les Protecteurs sont des statues animées par l'Imperator et peuvent retrouver leur cible n'importe où, dès que celle-ci est exposée au soleil et peut lui infliger sa mort dernière.

#### La 5eFamille: Les Magisters
Les Magisters sont des guerriers très anciens de Néosalem qui ont mis à profit les siècles passés dans les Limbes pour parfaire des compétences hors normes. Achille et Toussaint en font partie.

#### La 6eFamille: Les Éclaireurs
Ce sont les habitants des Limbes qui y ont vécu des siècles et qui veillent sur les autres enfants et régissent Néosalem, la Ville qu'eux-mêmes ont fondé.

#### La 7eFamille: Les Éveillés
Ce sont les enfants arrivants aux Limbes dès lors qu'ils réalisent qu'ils sont morts.

### L'«Entre-Deux Camps»

#### La 8eFamille: Les Âmes tigrées
Ce sont des enfants considérés comme des esclaves par les premières Familles. On appelle cette famille l'« Entre-Deux Camps » car les enfants de cette famille possèdent d'immenses pouvoirs qui n'arrivent pas à choisir leur camp (c'est-à-dire ni le bien, ni le mal) Ils sont chargés de ramener l'équilibre dans les Limbes entre les deux camps. Leur Premier élu était Melchior, le Maître-Fou, remplacé par Dodji, que lui même a formé pour l'être.

### Les Dernières Familles

#### La 9eFamille: Les Songe-creux
Ce sont des enfants qui ont été zombifiés par le Nadir. Ces enfants sont désormais au Service de l'Enfant-Minuit.

#### La 10eFamille: Les Cerbères
Ce sont des animaux aux yeux rouges qui délimitent les Terres basses et les agrandissent en Fabriquant Les Cairns rouges.

#### La 11eFamille: Les Anti-Mages
Ce sont des enfants possédés qui développent des pouvoirs impressionnants et dangereux. Le Ravaudeur et l'Enfant miroir en ont fait partie.

#### La 12eFamille: Les Charbonneux
Ces créatures légendaires et inconnues n'ont pas encore été vues par les héros. Le dinosaure est un charbonneux créé par Terry dans le tome 10.

#### La 13eFamille: Les Enfant-Minuit
L'Enfant-Minuit (ou Élu du Mal) est l'Élu des Terres basses lors de chaque guerre des Limbes qui donnera d'étranges ordres aux serviteurs des dernières familles. Le nouvel élu des Terres basses est Camille.

#### La 14eFamille: Les Cauquemares
Ces Monstres naissent de la part sombre des enfants quand celle-ci est assez puissante pour être autonome. Elles n'ont (peut-être) pas encore été vues dans les Limbes.

#### La 15eFamille: Les Nadirs
Aux Antipodes des Aeons, cette entité est créée par l'inconscient de l'Enfant-Minuit. Il a pris cette fois-ci la forme du monolithe couvert d'insectes qui est apparu à Fortville (C'est peut-être la forme du bâtiment en construction par lequel s'est jetée Camille).

## Historique
Bruno Gazzotti a pris contact avec Fabien Vehlmann après avoir lu une de ses histoires, Green Manor, dans le magazine Spirou. Vehlmann a été surpris car il venait de débuter comme scénariste de bande dessinée. Celui-ci avait une nouvelle histoire en tête depuis un moment et un jour, en 2003, les quatre piliers de la série se sont imposés à lui : il voulait une robinsonnade, urbaine pour ne pas trop ressembler à ses modèles, comme Sa Majesté des mouches, avec des enfants et qui ne soit pas immédiatement dans le drame. Vehlmann a voulu que Gazzotti la dessine car il fallait de l'action mais aussi une douceur dans le trait afin que l’expérience ne devienne pas traumatisante. Il lui a proposé et Gazzotti a accepté car il s'agissait du genre d'histoire qu'il avait envie de faire depuis longtemps et qu'il aurait voulu lire quand il était enfant. Le dessinateur préférant les récits d'aventures en 46 planches plutôt que les gags en une planche, il fut donc ravi que Vehlmann lui propose ce projet, le scénario répondant à son envie.
Les auteurs trouvaient qu'ils n'y avaient pas assez de bandes dessinées jeunesse autour de sujets graves tels que la violence, la mort ou l'alcoolisme. Pour Vehlmann, il faut préparer les enfants à la réalité du monde, et c'est pour cela qu'ils ont aussi besoin de lire des BD sur des sujets graves, ce qui leur permet aussi de se dire qu'ils ne sont pas seuls.
La série a rencontré un fort succès dès sa parution en 2006. Le premier tome de la série est récompensé, un an après sa parution, en 2007, du prix jeunesse 9-12 ans du Festival d'Angoulême. Ensuite, le deuxième tome a reçu le Grand prix du Journal de Mickey. La série a été une nouvelle fois récompensée avec le prix jeunesse 9-12 ans du Festival d'Angoulême, ainsi que le Grand prix du Journal de Mickey pour le cinquième tome de la série en 2010. La série est aujourd'hui suivie par autant d'ados et pré-ados que d'adultes ; chaque tome est vendu à près de 100 000 exemplaires pour le premier tirage, voire plus, et bénéficie ainsi d'un tirage assez exceptionnel.

## Inspirations
Les auteurs indiquent dans le magazine Spirou qu’ils se sont inspirés du livre Sa Majesté des mouches, de William Golding. Les prénoms de certains enfants sont également une métaphore de l’Antiquité. Les œuvres Je suis une légende, La Planète des singes et La Ribambelle ont aussi influencé les auteurs.

## Accueil
Dans Le Parisien en 2018, la critique Sandrine Bajos indique : « Seuls s’est au fil des ans imposée comme un des plus grands succès de la BD jeunesse avec déjà plus de 2 millions d’exemplaires vendus ». La série est classée 56e dans la sélection de bande dessinées majeures des deux décennies précédentes de Franceinfo faite en 2020 à l'occasion du Festival international de la bande dessinée d'Angoulême. En 2021, Seuls est cité comme le best-seller de Fabien Vehlmann aussi bien par le journal Ouest-France que par BFM-TV,.

## Publication

### Revue
Seuls a été tout d’abord publié dans le magazine Spirou. Il est parfois publié sous forme de feuilleton dans le magazine mensuel Le Monde des ados.

### Albums
La série devrait comporter 22 tomes en 5 cycles. Les cycles 1 et 5 seront composés de 5 albums, tandis que les cycles 2, 3, et 4 auront 4 albums.
Chaque cycle est différencié d'un autre par une couleur sur la partie haute du dos des albums : ainsi, le cycle 1 arbore un dos vert, le cycle 2 un dos violet, le cycle 3 un dos orange, etc. Les couvertures arborent toutes un fond blanc, sauf celle de fin de cycle qui est noir et blanc. Enfin, la vue de Fortville illustrant les pages de garde en bleu et noir, évolue à chaque changement de cycle pour situer l'avancement de la « limbification » de Fortville.

#### Cycle 1:Disparus(dos vert)
- 1 La Disparition, Dupuis, Marcinelle, janvier 2006
Scénario : Fabien Vehlmann - Dessin : Bruno Gazzotti - Couleurs : Cerise -  (ISBN 9782800136929)
- 2 Le Maître des couteaux, Dupuis, Marcinelle, avril 2007
Scénario : Fabien Vehlmann - Dessin : Bruno Gazzotti - Couleurs : Cerise -  (ISBN 9782800139135)
- 3 Le Clan du requin, Dupuis, Marcinelle, juin 2008
Scénario : Fabien Vehlmann - Dessin : Bruno Gazzotti - Couleurs : Caroline Delabie et Ralph[28] -  (ISBN 9782800140490)
- 4 Les Cairns rouges, Dupuis, Marcinelle, juin 2009
Scénario : Fabien Vehlmann - Dessin : Bruno Gazzotti - Couleurs : Caroline Delabie et Usagi -  (ISBN 9782800144139)
- 5 Au cœur du maelström, Dupuis, Marcinelle, juin 2010
Scénario : Fabien Vehlmann - Dessin : Bruno Gazzotti - Couleurs : Usagi -  (ISBN 9782800146935)

#### Cycle 2:Les Limbes(dos violet)
- 6 La Quatrième Dimension et demie, Dupuis, Marcinelle, juin 2011
Scénario : Fabien Vehlmann - Dessin : Bruno Gazzotti - Couleurs : Usagi -  (ISBN 9782800150246)
- 7 Les Terres Basses, Dupuis, Marcinelle, juin 2012
Scénario : Fabien Vehlmann - Dessin : Bruno Gazzotti - Couleurs : Usagi -  (ISBN 9782800153131)
- 8 Les Arènes, Dupuis, Marcinelle, novembre 2013
Scénario : Fabien Vehlmann - Dessin : Bruno Gazzotti - Couleurs : Usagi -  (ISBN 9782800157092)
- 9 Avant l'enfant-minuit, Dupuis, Marcinelle, octobre 2015
Scénario : Fabien Vehlmann - Dessin : Bruno Gazzotti - Couleurs : Usagi -  (ISBN 9782800160948)

#### Cycle 3:Piégés(dos orange)
- 10 La Machine à démourir, Dupuis, Marcinelle, novembre 2016
Scénario : Fabien Vehlmann - Dessin : Bruno Gazzotti - Couleurs : Usagi -  (ISBN 9782800167176)
- 11 Les Cloueurs de nuit, Dupuis, Marcinelle, juin 2018
Scénario : Fabien Vehlmann - Dessin : Bruno Gazzotti - Couleurs : Usagi -  (ISBN 9782800170473)
- 12 Les Révoltés de Néosalem, Dupuis, Marcinelle, 5 juin 2020
Scénario : Fabien Vehlmann - Dessin : Bruno Gazzotti - Couleurs : Usagi -  (ISBN 9791034733583)
- 13 Les Âmes tigrées, Dupuis, Marcinelle, 12 novembre 2021
Scénario : Fabien Vehlmann - Dessin : Bruno Gazzotti - Couleurs : Usagi -  (ISBN 9782800170473)

#### Cycle 4:La guerre des limbes(dos bleu roi)
- 14 Les Protecteurs, Rue de Sèvres, 10 janvier 2024
Scénario : Fabien Vehlmann - Dessin : Bruno Gazzotti -  (ISBN 9782810206766)
- 15 L'Hôtel au bord du monde, Rue de Sèvres, 13 novembre 2024
Scénario : Fabien Vehlmann - Dessin : Bruno Gazzotti -  (ISBN 9782810205929)
- 16 La prisonnière d'Antesalem, Rue de Sèvres, novembre 2025
Scénario : Fabien Vehlmann - Dessin : Bruno Gazzotti

## Distinctions
- Le premier tome est lauréat du prix jeunesse 9-12 ans du Festival d’Angoulême 2007.
- Le deuxième tome de la série a reçu le Grand prix de Le Journal de Mickey.
- Le cinquième tome de la série a reçu le Grand prix du Journal de Mickey et est lauréat du prix jeunesse 9-12 ans du Festival d’Angoulême 2010.
- 2013 : Prix Diagonale-Le Soir de la meilleure série[29].

## Adaptation au cinéma
L’adaptation cinématographique des cinq premiers tomes de Seuls, réalisée par David Moreau, est sortie en février 2017 au cinéma.